# 透閃石
透閃石（とうせんせき、tremolite、トレモライト）は鉱物（ケイ酸塩鉱物）の一種で、Ca角閃石のなかま。
化学組成は Ca2(Mg,Fe)5Si8O22(OH)2 (Mg/(Mg+Fe)=1.0-0.9) で、鉄（Fe）の割合が多くなると緑閃石になる（Mg/(Mg+Fe)=0.5-0.9）。鉄（Fe）がマグネシウム（Mg）よりも多くなると鉄緑閃石。
変成岩を構成する造岩鉱物。